# Paris–Roubaix 1983

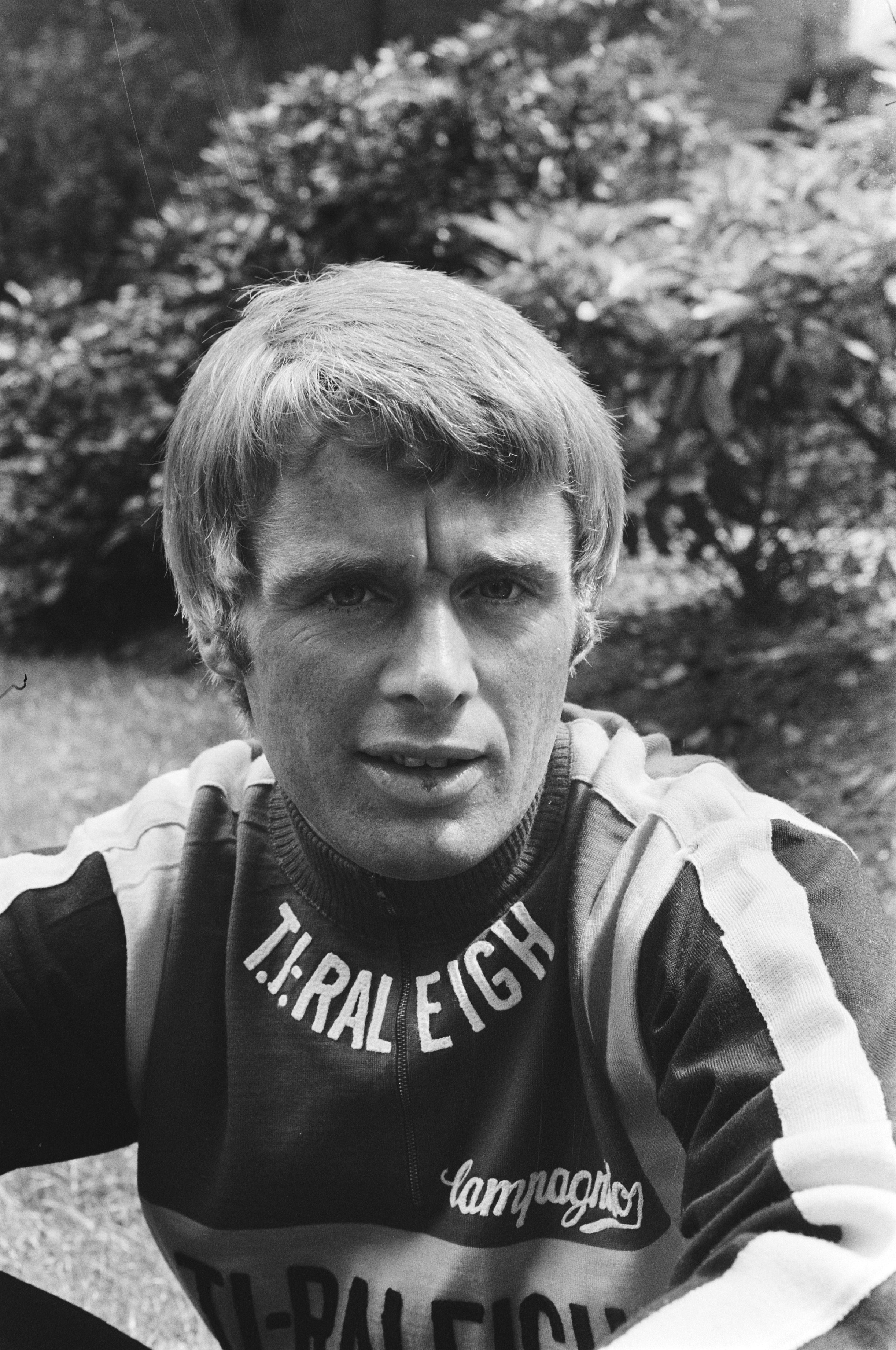
Hennie Kuiper (1977)

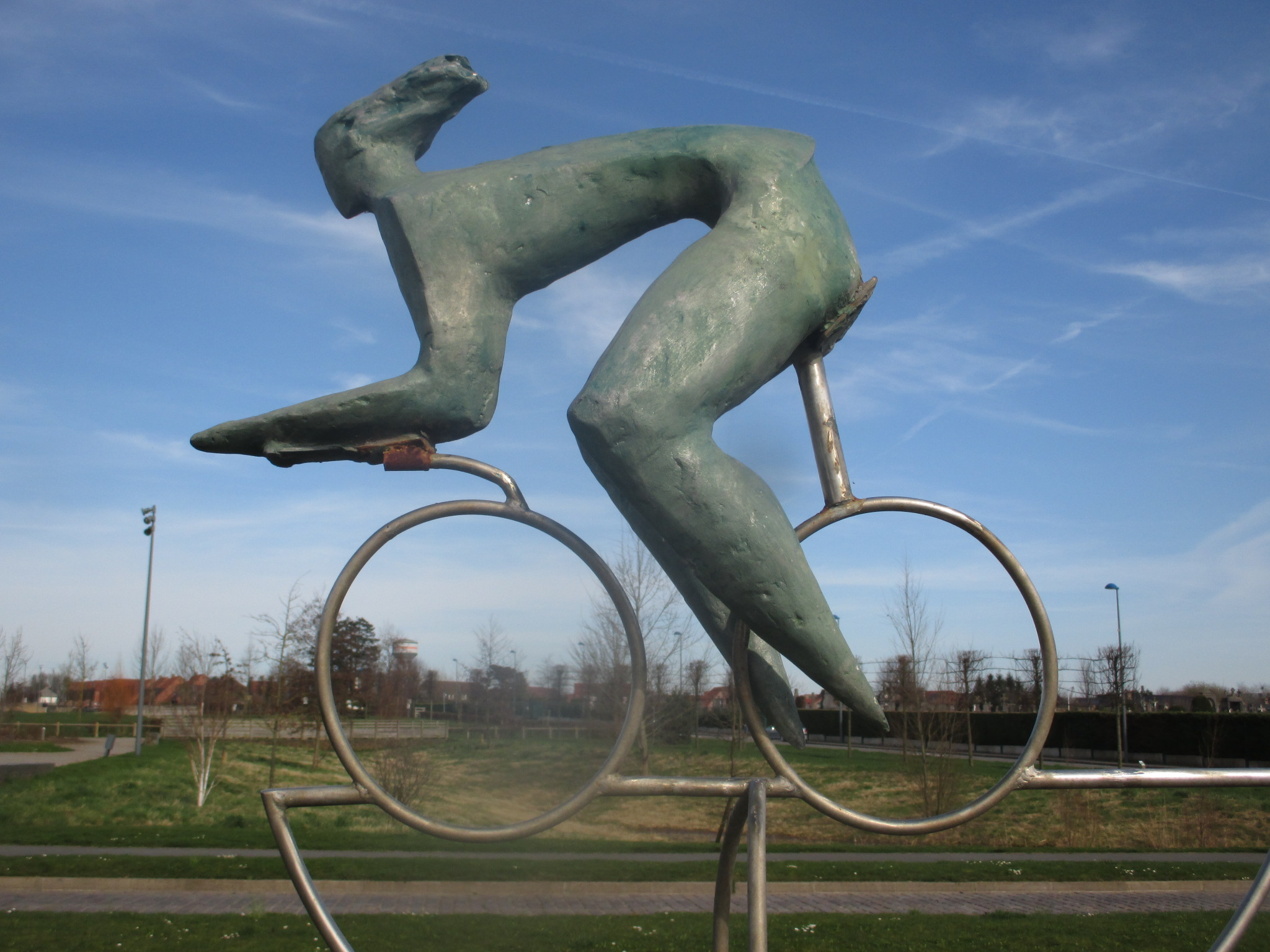
Hennie-Kuiper-Denkmal in Hem

Das Eintagesrennen Paris–Roubaix 1983 war die 81. Austragung des Radsportklassikers und fand am Sonntag, den 10. April 1983, statt.
Das Rennen führte von Compiègne, rund 80 Kilometer nördlich von Paris, nach Roubaix, wo es im Vélodrome André-Pétrieux endete. Die gesamte Strecke war 274 Kilometer lang. Es starteten 193 Fahrer, von denen sich 32 platzieren konnten. Der Sieger Hennie Kuiper absolvierte das Rennen mit einer Durchschnittsgeschwindigkeit von 40,308 km/h.
Von Beginn an war das Tempo hoch, und schnell kristallisierte sich eine führende Gruppe von 20 Fahrern heraus. Zur Hälfte des Rennens war das Peloton schon stark geschrumpft, und Vorjahressieger Jan Raas musste aufgeben.
Hennie Kuiper stürzte zweimal, aber es gelang ihm, 16 Kilometer vor dem Ziel aus einer kleinen Gruppe von führenden Fahrern herauszufahren. Anfangs folgte ihm niemand. Während Kuiper kein guter Sprinter war, waren allerdings seine Alleinfahrten gefürchtet. Obwohl sein Hinterrad auf dem Sektor von Willems nach Hem brach und er auf ein Ersatzrad warten musste, gelang es ihm, seine Verfolger auf Abstand zu halten. Er gewann das Rennen bei seiner elften Teilnahme. 2003 wurde seitens des niederländischen Vereins Les Ami’s de Hem eine kleine Skulptur am Ort der Panne aufgestellt, die 2013 gestohlen wurde. Eine identische Kopie wurde später in Hem entlang der Avenue d’Aljustrel aufgestellt.